# Park Ave.1981
「Park Ave.1981」（パーク・アヴェニュー ナインティーン・エイティワン）は、1980年11月21日に発売されたEPOの2枚目のシングル。2ndアルバム『GOODIES』と同時発売された。

## 概要
表題曲「Park Ave.1981」の作詞は、荒木とよひさとEPOの共作によるもので、1コーラス目を荒木が、2コーラス目をEPOが手掛けている。この曲は中島はるみが出演したキリンビールが販売する炭酸飲料『キリンレモン』のCMソングとして使用された。
B面曲「ポップ・ミュージック2nd」は、元々TBSラジオの深夜番組『パックインミュージック』のジングル用に作られた曲で、ファーストアルバム『DOWN TOWN』収録の「ポップ・ミュージック～DOWN TOWN」にAメロやコーラスを追加して再編集、再録音されたもの。

## 収録曲
| 全作曲: EPO。 |                             |                   |            |               |      |
| #             | タイトル                    | 作詞              | 作曲・編曲 | 編曲          | 時間 |
| 1.            | 「Park Ave.1981」           | 荒木とよひさ・EPO | EPO        | 清水信之      | 2:30 |
| 2.            | 「ポップ・ミュージック2nd」 | EPO               | EPO        | 清水信之・EPO | 2:00 |
| 合計時間:     | 合計時間:                   | 合計時間:         | 合計時間:  | 4:30          |      |

## リリース日一覧
| 地域 | リリース日     | レーベル  | 規格               | 規格品番 | 備考 |
| ---- | -------------- | --------- | ------------------ | -------- | ---- |
| 日本 | 1980年11月21日 | RCA / RVC | 7"シングルレコード | RHS-507  |      |

## 参考資料
- 『月刊ミュージック・ステディ』第4巻第3号、ステディ出版、1984年3月15日、91頁、雑誌08469-03。